# コンパクト開位相
コンパクト開位相（コンパクトかいいそう、英: compact-open topology）とは連続写像のなす空間上の位相構造の一つで、定義域のコンパクト部分集合を値域の開集合内に移す写像全体が開集合となる最弱の位相の事である。特に定義域が局所コンパクトハウスドルフである場合は連続写像空間上のきわめて自然な位相概念となり、コンパクト開位相は {\displaystyle (f,x)\mapsto f(x)} が連続となる最弱な位相と一致する。また値域が距離空間（あるいはより一般に一様空間）であれば、コンパクト開位相で収束する必要十分条件は、定義域の各コンパクト部分集合上で一様収束する事（これを広義一様収束あるいはコンパクト収束という）である。

## 定義
位相空間 X から位相空間 Y への連続写像全体の集合を C(X, Y) とし、さらに K ⊂ X, O ⊂ Y に対し、W(K, O) を
{\displaystyle W(K,O)=\{f\in C(X,Y)\mid f(K)\subset O\}}
により定義する。
{W(K, O) | K は X のコンパクトな部分集合、O は Y の開集合}
を準開基とする位相をC(X, Y ) 上のコンパクト開位相という。
またコンパクト開位相を C(X, Y ) の部分集合 H に制限したものを H 上のコンパクト開位相と呼ぶ。

## 性質
定義域 X が局所コンパクトな場合、コンパクト開位相は {\displaystyle (f,x)\mapsto f(x)} が連続となる最弱な位相として特徴づけられる：
定理 ― X, Y を位相空間とし、H ⊂ C(X, Y) とし、さらに {\displaystyle \phi _{H}\colon H\times X\to Y} を
{\displaystyle \phi _{H}\colon (f,x)\mapsto f(x)}
により定義する。このとき、
- X が局所コンパクトハウスドルフである場合、{\displaystyle \phi _{H}} は H にコンパクト開位相をいれたときに連続となる。
- {\displaystyle \phi _{H}} が H 上の位相 {\displaystyle {\mathcal {O}}} に関して連続であれば {\displaystyle {\mathcal {O}}} はコンパクト開位相より強い[3]。

値域が距離空間の場合、コンパクト開位相が定める収束概念は以下のように特徴づけられる：
定理 ― X を位相空間、Y を距離空間（あるいはより一般に一様空間）とする。
このとき C(X, Y )  の列（あるいはより一般にネット）{\displaystyle (f_{n})_{n}} が f ∈ C(X, Y) にコンパクト開位相で収束する必要十分条件は {\displaystyle (f_{n})_{n}} が f に以下の意味で収束（コンパクト収束という）する事である：
- X の任意のコンパクト部分集合 K に対し、{\displaystyle (f_{n}|_{K})_{n\in \mathbb {N} }} は {\displaystyle f|_{K}} に一様収束する。

特に、X にさらなる条件をおいた場合、コンパクト開位相の収束概念は以下に一致する
- X が局所コンパクトであれば以下の意味での収束概念（局所一様収束という）と一致する：任意の x ∈ X に対しx のある開近傍 V が存在し、{\displaystyle (f_{n}|_{V})_{n\in \mathbb {N} }} は {\displaystyle f|_{V}} に一様収束する。
- X がコンパクトであれば一様収束と一致する

## アスコリ・アルツェラの定理の拡張
アスコリ・アルツェラの定理を一般化する事で以下を示す事ができる(Kelley & Namioka (1982, §8), Kelley (1991, Chapter 7))：
定理 ― X がコンパクトハウスドルフ空間、Y が距離空間であるとき、C(X, Y) の部分集合 H がコンパクト開位相に関しコンパクトである必要十分条件は H が下記の3条件をすべて満たす事である：
- H は C(X, Y) の閉集合である
- (同程度連続性) 任意の x ∈ X と任意の ε > 0 に対しある δ > 0 が存在し、全ての f ∈ H と全ての y ∈ Y に対し d(x, y ) < δ なら d(f(x), f(y)) < ε である。
- (各点相対コンパクト性) 任意の x ∈ X に対し、{\displaystyle \{f(x)\mid f\in H\}} は Y において相対コンパクトである。

## その他の性質
- X, Z を位相空間、Y を局所コンパクトな位相空間とする時、写像 {\displaystyle C(X,Y)\times C(Y,Z)\to C(X,Z),\;(f,g)\mapsto g\circ f} はコンパクト開位相に関して連続である[4]。
- X, Y を位相空間とする時、Y がハウスドルフ(resp. 正則)空間であれば C(X, Y) はハウスドルフ(resp. 正則)である[5]。
- X をコンパクトハウスドルフ空間とし、X からそれ自身への同相写像全体の集合を H(X) とすると、写像 {\displaystyle H(X)\to H(X),\;f\mapsto f^{-1}} はコンパクト開位相に関して連続である[6]。写像の合成も前述のように連続であるので、H(X) は関数合成に関して位相群をなす。